# Hatta (Dubai)
Hatta (arabisch حتا, DMG Ḥattā) ist eine Exklave des Emirats Dubai, liegt im Hadschar-Gebirge  an der Grenze zum Oman und befindet sich rund 100 Kilometer südöstlich der Stadt Dubai. Im Jahr 2016 hatte Hatta eine Bevölkerung von 12.200. Die Flächenausdehnung der Exklave beträgt 140 km².
Hatta erstreckt sich weit auseinandergezogen in der Ebene bis in die Hänge des Hadschar. In der Nähe liegt die Talsperre Hatta mit ihrem Stausee. Durch die Höhenlage bedingt herrscht in Hatta ein gemäßigteres Klima als in Dubai.
In Hatta gibt es drei Scheichpaläste, sieben Moscheen, drei Schulen, zwei Polizeistationen, zwei Kliniken, zwei Tankstellen, zwei Banken, das Hatta Fort Hotel, eine Post, eine Feuerwehrstation, Gebäude der Stadtverwaltung, eine öffentliche Bibliothek, einen Funkturm und einen Fußballplatz.
Etwas höher auf einer Anhöhe befindet sich das alte Dorf Hatta. Überragt wird es von zwei mächtigen Wachtürmen aus den 1880er Jahren. Hier im alten Dorf befindet sich auch die 1780 erbaute Juma-Moschee, das älteste Gebäude von Hatta, ein Fort von 1896 sowie etwa 30 Lehmhäuser. Diese Gebäude sind für den Tourismus als sogenanntes Heritage Village rekonstruiert worden; es werden Szenen aus dem historischen Alltag gezeigt. Ebenfalls wiederhergestellt wurde die traditionelle Wasserversorgung (Faladsch-System).